# Breibogen
Breibogen is een baai van het eiland Spitsbergen, dat deel uitmaakt van de Noorse eilandengroep Spitsbergen.
De naam van de baai betekent wijde baai.

## Geografie
De baai heeft een breedte van ongeveer tien kilometer en gaat vijf tot zeven kilometer landinwarats. Ze mondt in het noorden uit in de Noordelijke IJszee.
De baai ligt in het uiterste noorden van Haakon VII Land. Ten westen van de baai ligt de ijskap Biscayarfonna.
Ongeveer vijf kilometer naar het westen ligt de monding van het fjord Raudfjorden en ongeveer 20 kilometer naar het oosten de monding van het fjord Woodfjord.